# Chaenophryne draco
Chaenophryne draco är en fiskart som beskrevs av Charles William Beebe 1932. Chaenophryne draco ingår i släktet Chaenophryne och familjen Oneirodidae. Inga underarter finns listade i Catalogue of Life.